# Rupstjärnen
Rupstjärnen är en sjö i Falu kommun i Dalarna och ingår i Dalälvens huvudavrinningsområde. Sjön är 2,7 meter djup, har en yta på 0,0647 kvadratkilometer och befinner sig 156,9 meter över havet. Vid provfiske har abborre, mört och sutare fångats i sjön.

## Delavrinningsområde
Rupstjärnen ingår i det delavrinningsområde (672648-150246) som SMHI kallar för Utloppet av Hedkarlsjön. Medelhöjden är 219 meter över havet och ytan är 21,32 kvadratkilometer. Det finns inga avrinningsområden uppströms utan avrinningsområdet är högsta punkten. Vattendraget som avvattnar avrinningsområdet har biflödesordning 3, vilket innebär att vattnet flödar genom totalt 3 vattendrag innan det når havet efter 228 kilometer. Avrinningsområdet består mestadels av skog (82 procent). Avrinningsområdet har 0,77 kvadratkilometer vattenytor vilket ger det en sjöprocent på 3,6 procent.